# Кулаколь
Кулаколь (каз. Құлакөл) — село в Павлодарской области Казахстана. Находится в подчинении городской администрации Экибастуза. Расположено в 25 км к востоку от Экибастуза и в 105 км к юго-востоку от Павлодара. Административный центр Железнодорожного сельского округа. Код КАТО — 552239100.

## Население
В 1985 году в селе проживало 515 человек. В 1999 году население села составляло 410 человек (196 мужчин и 214 женщин). По данным переписи 2009 года, в селе проживали 483 человека (226 мужчин и 257 женщин).